# AG-043
AG-043 (АГ-043)  es un rifle de asalto compacto y automático calibrado para el calibre 5.45×39mm, desarrollado en 1975. Esta arma es una versión más moderna de la antigua y similar AO-31, que, a su vez, es una adaptación de la AK-47, desarrollada por Serguéi Símonov.
El rifle AG-043 tiene una culata plegable; existe una versión con culata fija denominada AG-042. Ambos fueron diseñados por Símonov cuando la GRAU inició un concurso para diseñar una carabina capaz de realizar fuego automático, inspirada en la experiencia de Estados Unidos con la XM177 en Vietnam. Kalashnikov ganó el concurso con su AKS-74U.